# Crambidae

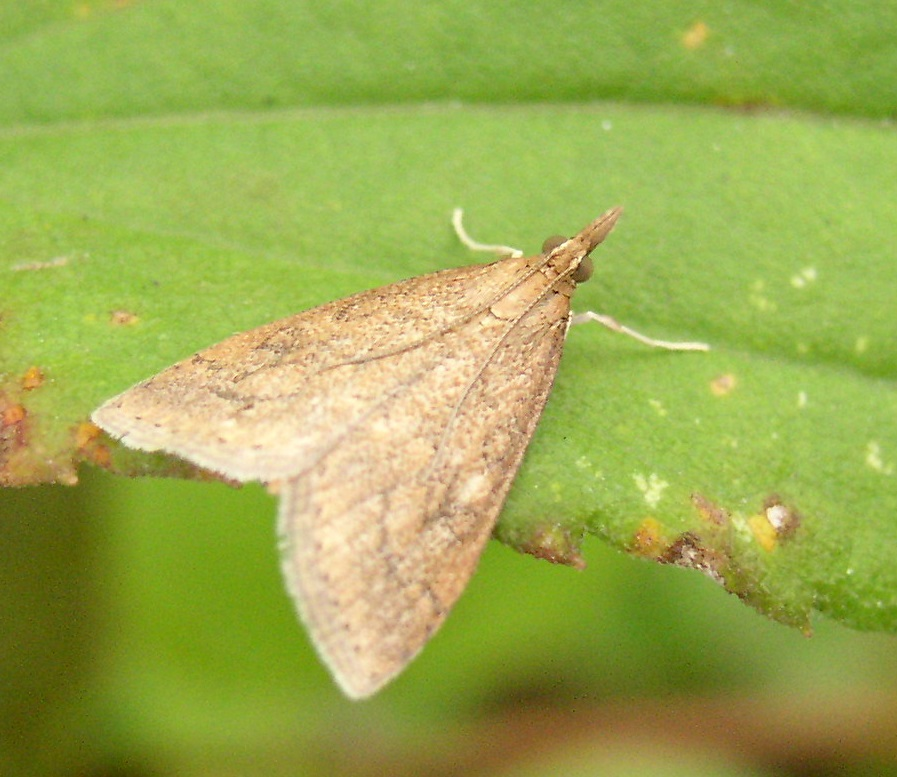
Udea rubigalis, subfamilia Spilomelinae.

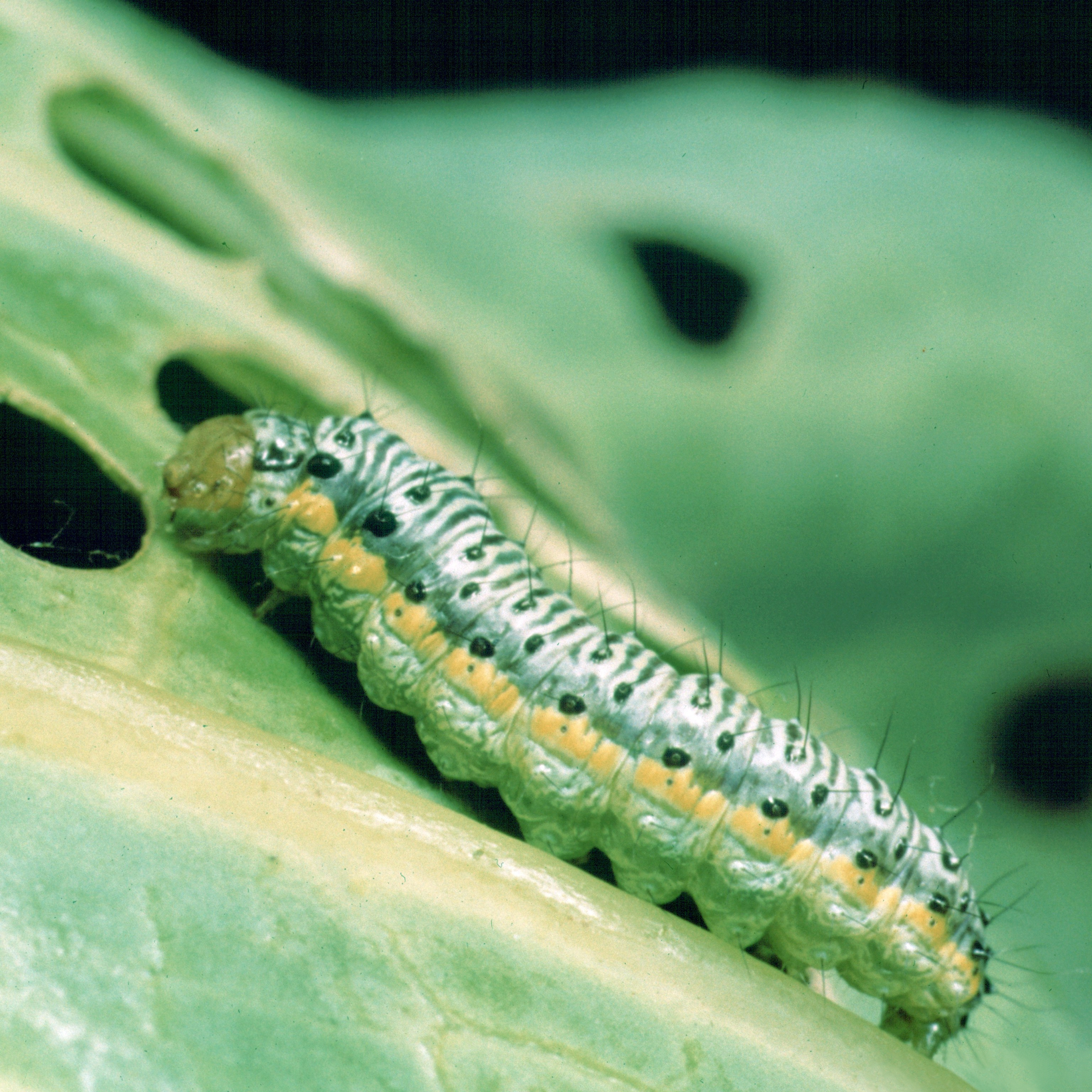
Oruga de Evergestis rimosalis, subfamilia Glaphyriinae.

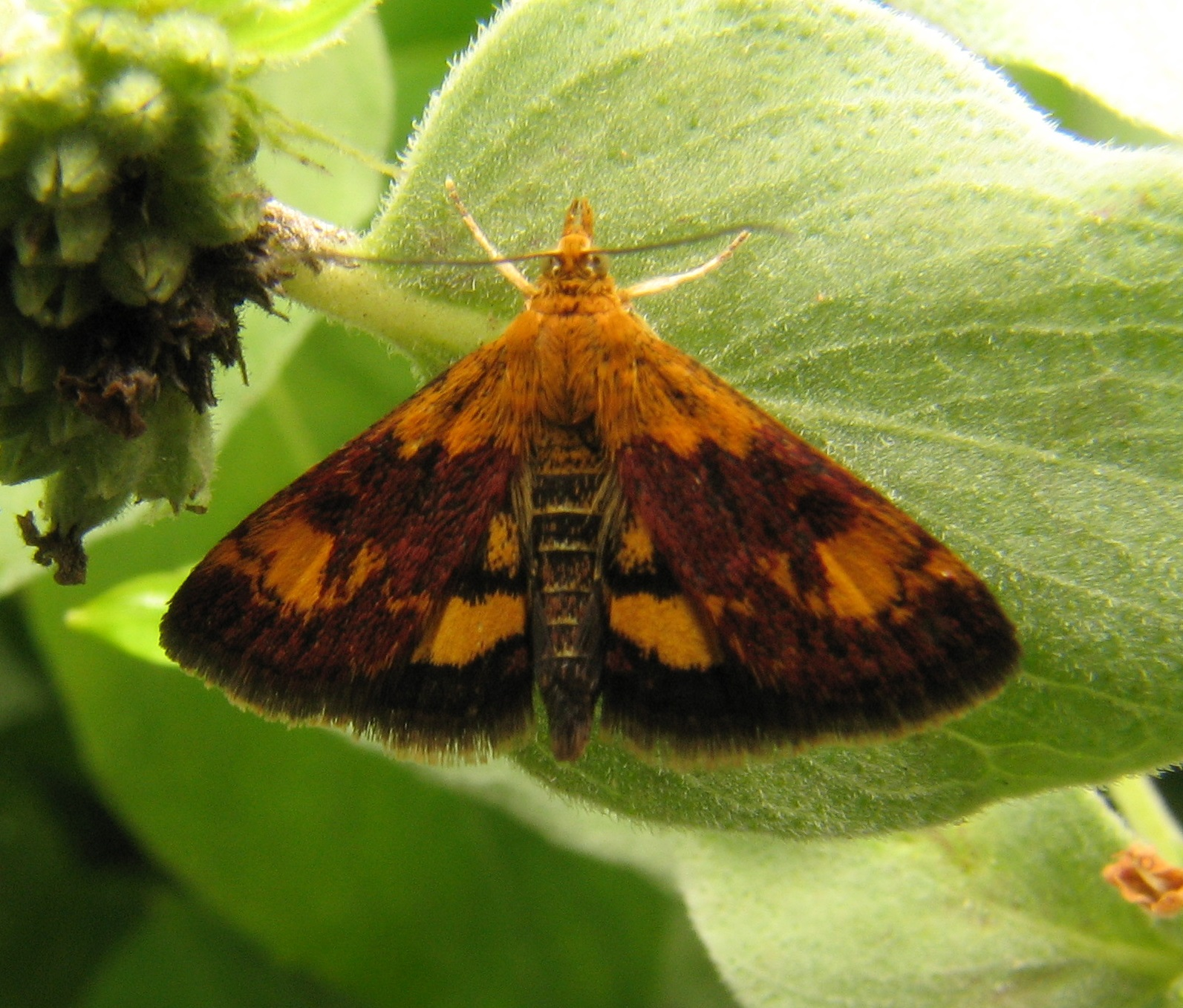
Pyrausta orphisalis, subfamilia Pyraustinae.

Crambidae es una familia de insectos del orden Lepidoptera. Hay alrededor de 11 630 especies en 15 subfamilias.
Esta familia de mariposas nocturnas tiene representantes muy variados en apariencia; algunas especies son inconspicuas, otras de colores y diseños llamativos.
En muchas clasificaciones, esta familia ha sido tratada como una subdivisión de la familia Pyralidae. La principal diferencia reside en la estructura auditiva, llamada praecinctorium, que en esta familia se produce la unión entre las dos membranas timpánicas y que está ausente en la familia Pyralidae (Kristensen, 1999).
Algunas especies son consideradas como plagas, afectando algunas especies vegetales de importancia comercial:
- Chilo suppressalis, plaga del arroz
- Crambus spp., plagas de los céspedes
- Desmia maculalis, plaga de viñedos
- Diatraea saccharalis, plaga de la caña de azúcar
- Maruca spp., plagas de los guisantes
- Ostrinia nubilalis, plaga del maíz

Otras especies se usan como controles biológicos para combatir especies introducidas que se han convertido en plagas invasoras. Por ejemplo, Niphograpta albiguttalis, usada para controlar al jacinto de agua (Eichhornia crassipes) que se ha convertido en plaga en ríos de España y Norteamérica donde altera los ecosistemas y  Acentria ephemerella para controlar Myriophyllum spicatum de Eurasia.

## Taxonomía
- Subfamilia Cathariinae
- Subfamilia Crambinae
- Subfamilia Cybalomiinae
  - Género Cybalomia
  - Género Goniophysetis
- Subfamilia Dichogaminae
- Subfamilia Evergestinae
- Subfamilia Glaphyriinae
  - Género Aethiophysa

- Subfamilia Linostinae
- Subfamilia Midilinae
- Subfamilia Musotiminae
- Subfamilia Noordinae
- Subfamilia Nymphulinae
- Subfamilia Odontiinae
  - Género Alatuncusia Amsel, 1956[3]
- Subfamilia Pyraustinae
- Subfamilia Schoenobiinae
- Subfamilia Scopariinae

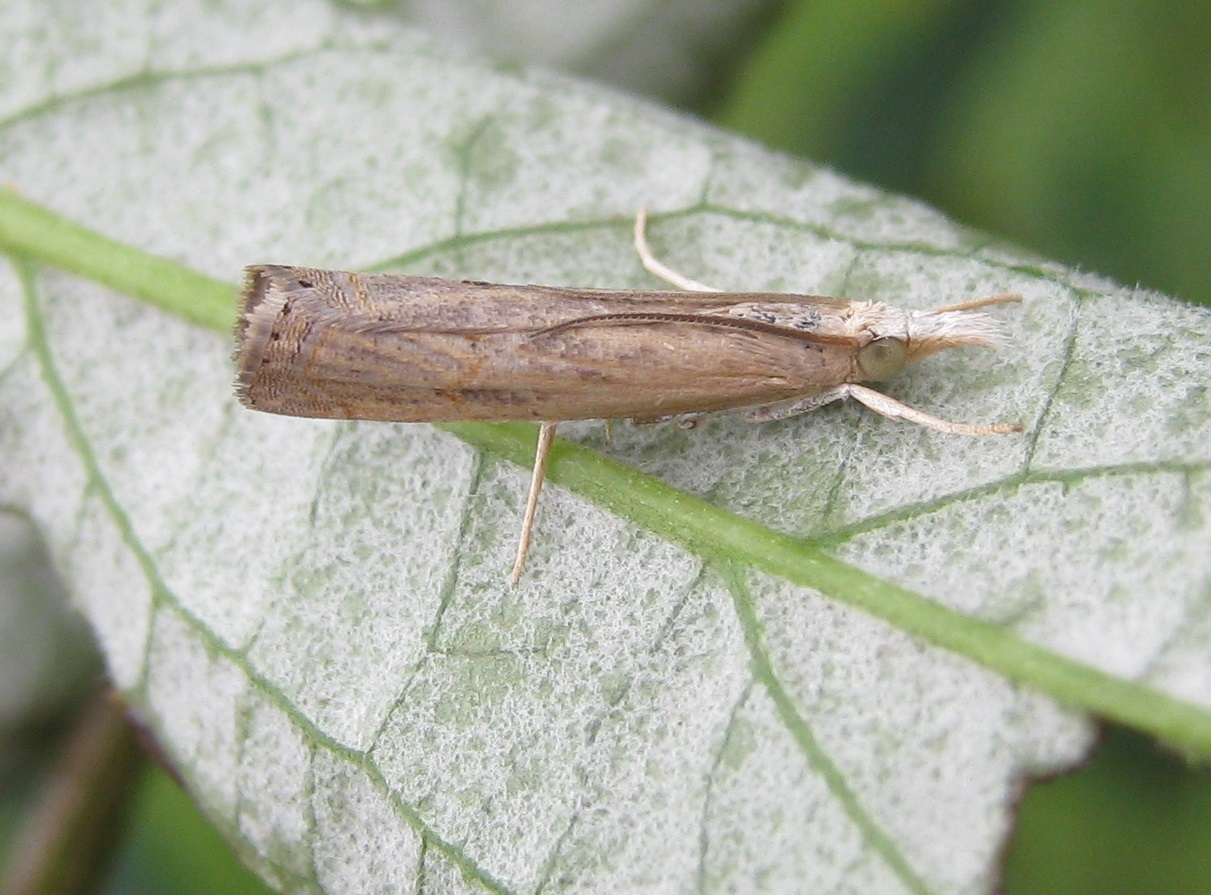
Parapediasia teterrellus, subfamilia Crambinae.

- Subfamilia Spilomelinae Guenée, 1854 (= Wurthiinae Roepke, 1916)
  - Género Agrioglypta
  - Género Deuterophysa Warren, 1889
  - Género Niphopyralis Hampson, 1893
  - Género Udea Guenée in Duponchel, 1845
- Subfamilia Wurthiinae
- Géneros sin subfamilia asignada
  - Abegesta
  - Argentochiloides